# Vicenç Pascual i Rodríguez
Vicenç Pascual i Rodríguez   (Barcelona, 1947 - Vic, 30 d'abril de 2019) va ser un historiador, autor i professor català. Era autor de diversos llibres històrics, especialment centrats personatges del segle xviii. Va publicar L'aventura americana del virrei Amat (2008), El virrei Avilés i la segona conquesta d'Amèrica o El baró de Maldà, materials per a una biografia.